# Laguna Dalga
Laguna Dalga település Spanyolországban, León tartományban. Lakosainak száma 626 fő (2024).

## Földrajza
Laguna Dalga Valdefuentes del Páramo, Santa María del Páramo, Bercianos del Páramo, Pobladura de Pelayo García és Zotes del Páramo községekkel határos.

## Népesség
A település lakosságának változását az alábbi diagram mutatja:
| Lakosok száma | 907  | 867  | 795  | 766  | 725  | 707  | 683  | 645  | 633  | 626  |
|               | 2001 | 2004 | 2007 | 2009 | 2012 | 2014 | 2017 | 2019 | 2022 | 2024 |